# Mali Golji
Mali Golji – wieś w Chorwacji, w żupanii istryjskiej, w gminie Sveta Nedelja. W 2011 roku liczyła 110 mieszkańców.